# Barleria alluaudii
Barleria alluaudii är en akantusväxtart som beskrevs av Raymond Benoist. Barleria alluaudii ingår i släktet Barleria och familjen akantusväxter. Inga underarter finns listade i Catalogue of Life.